# Craugastor palenque
Craugastor palenque es una especie de Anura de la familia Craugastoridae, género Craugastor. Es nativo de Guatemala y el sur de México.

## Distribución y hábitat
Su área de distribución incluye la cuenca del río Grijalva en el sur de México y el noroccidente de Guatemala. 
Su hábitat natural se compone de bosque premontano muy húmedo. Su rango altitudinal se encuentra entre 300 y 350 m s. n. m.